# Koevolucija
Koevolucija je sprememba genetske sestave enega organizma ali organske vrste, ki nastane kot odgovor na spremembo genetske sestave drugega organizma ali organske vrste. To pomeni, da na koevolucijske spremembe striktno vplivajo samo biotski dejavniki - kakršnekoli interakcije in odnosi med živimi organizmi, ki živijo v istem okolju. Abiotski vplivi (neživi, neživljenjski), kot so spremembe okolja ali podnebja, torej ne spadajo med dejavnike, ki vzpodbujajo koevolucijske spremembe.

## Odnosi med organizmi
Vzroki in posledice koevolucijskih sprememb se razlikujejo glede na to, v kakšnem odnosu sobivata dva organizma. V vsakem primeru pa gre, tako kot pri evoluciji, za izboljševanje in nadgrajevanje zmožnosti za preživetje in tudi razmnoževanje - ohranjanje vrste. 
V osnovi bi lahko odnose, ki vzpodbujajo koevolucijo, opredelili na odnose, v katerih dve življenjski vrsti sodelujeta, ali pa tekmujeta za prevlado.
- Tipične primere sodelovanja najdemo v naravi, v odnosih med rastlinami in žuželkami.

V veliko primerih sta se v svojih evolucijskih in koevolucijskih dobah obe življenjski vrsti tako razvili, da sta med seboj vzpostavili soodvisnost bivanja s tem, da druga drugo potrebujeta za svoj obstoj - opraševanje (razmnoževanje vrste) in hrana (preživetje). Še posebej zanimivo so svoje tehnike razvijale orhideje, o katerih je pisal že tudi Charles Darwin, ki velja za začetnika teorij o evoluciji in koevoluciji (On the Origin of Species, Fertilization of Orchids).
- Druga oblika odnosa, ki vzpodbuja koevolucijske spremembe, pa je tekmovanje.

Pri tekmovanju se življenjske vrste med seboj borijo za prevlado in s tem preživetje. Lahko gre za direktno tekmovanje, kot je recimo tekmovanje za prostor in svetlobo (rast), ali pa tudi za posebno obliko odnosa, ko ena življenjska vrsta ogroža ali izkorišča drugo, medtem ko se druga brani. Tudi take primere koevolucije lahko najdemo v naravi: tako kot gostitelj neprestano razvija nove načine obrambe pred zajedavci, zajedavec pa se sproti prilagaja tem načinom, tako se tudi plenilec in plen koevolucijsko razvijata in izpopolnjujeta v boju za preživetje.

## Difuzna koevolucija
Difuzna koevolucija je primer razvoja, ki ni vezan samo na eno določeno vrsto, pač pa pride do vzajemne skladnosti več različnih vrst. Lep primer so različne vrste rastlin, ki se na različne načine bolj ali manj uspešno borijo proti različnim vrstam napadalcev. V nekem časovnem obdobju se obrambni načini vseh različnih vrst rastlin izenačijo oziroma poenotijo in s tem ustvarijo nekakšno skupno obrambo proti napadalcem, ki se izkaže za mnogo uspešnejšo.

## Nivoji koevolucije
Koevolucijske spremembe se ne dogajajo samo v ekosistemu, pač pa so prisotne tudi na drugih nivojih. V mikrokozmosu, oziroma v samih organizmih prav tako potekajo tekmovanja in sodelovanja v borbi za obstanek (virusi proti gostiteljem).

## Tehnološka koevolucija
Pojem koevolucija so uporabili tudi v znanstvenih in tehnoloških krogih, saj je ravno koevolucija tisto, kar nam prinaša napredek v tehnologiji. Posodobitve in izboljšave tehnoloških dosežkov imajo namreč vedno za posledico  tudi nadaljnje izboljšave drugih, sorodnih in medsebojno odvisnih elementov. Primer so recimo računalniške strojne komponente, ki v napredku striktno sledijo druga drugi. Procesorji postajajo močnejši in manjši, skladno s tem se spreminjajo ohišja, osnovne plošče, hlajenje sistemov. Tudi razvijanje programske opreme tesno sledi razvoju strojnih komponent - zmogljivejši procesorji in grafične kartice omogočajo uporabo močnejših operacijskih sistemov in kompleksnejših programov.